# عرعر كبير الثمار
عرعر كبير الثمار نوع نباتي شجري من جنس العرعر يتبع الفصيلة السروية. ينتشر في إسبانيا وجنوب غرب فرنسا واليونان.